# Vespula germanica
Tò vò Đức, hoặc tò vò châu Âu, tò bò khoác màu vàng Đức, tên khoa học Vespula germanica, là một loài tò vò được tìm thấy trong nhiều khu vực ở Bắc bán cầu, có nguồn gốc từ châu Âu, Bắc Phi, và xứ ôn đới châu Á. Loài này đã được du nhập vào và cũng đã thiết lập ở nhiều nơi khác, bao gồm cả Bắc Mỹ, Nam Mỹ (Argentina và Chile), Úc và New Zealand. Tò hò Đức thuộc họ Vespidae.

## Hình ảnh

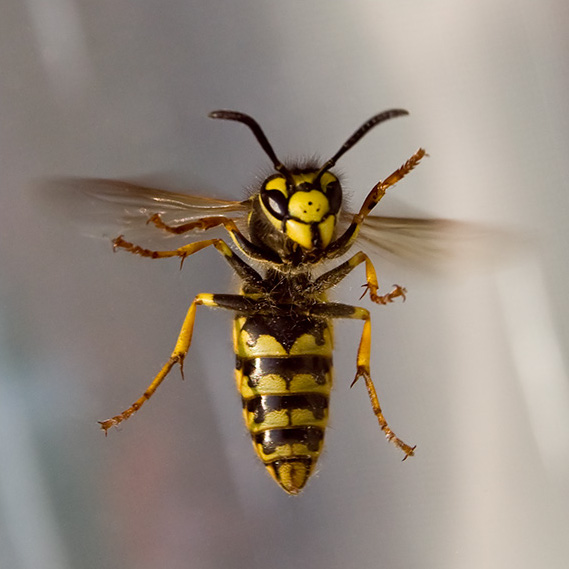
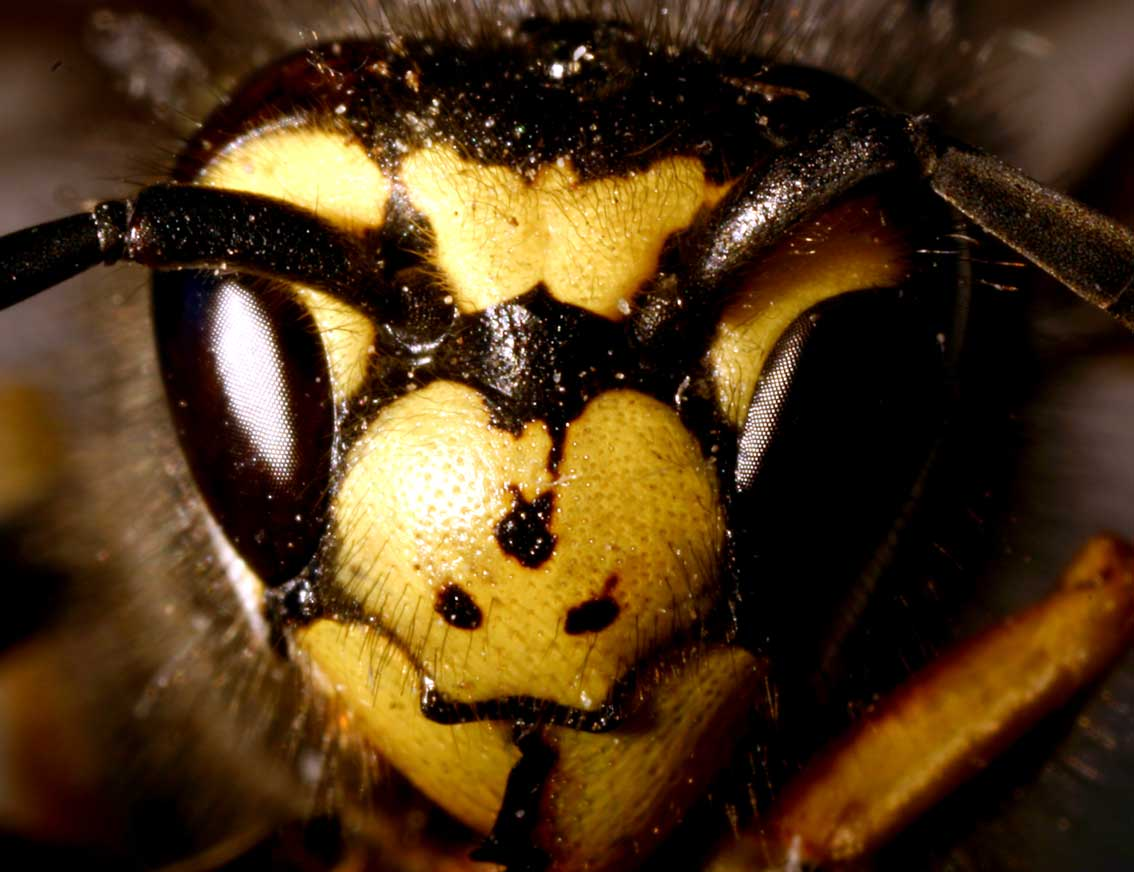
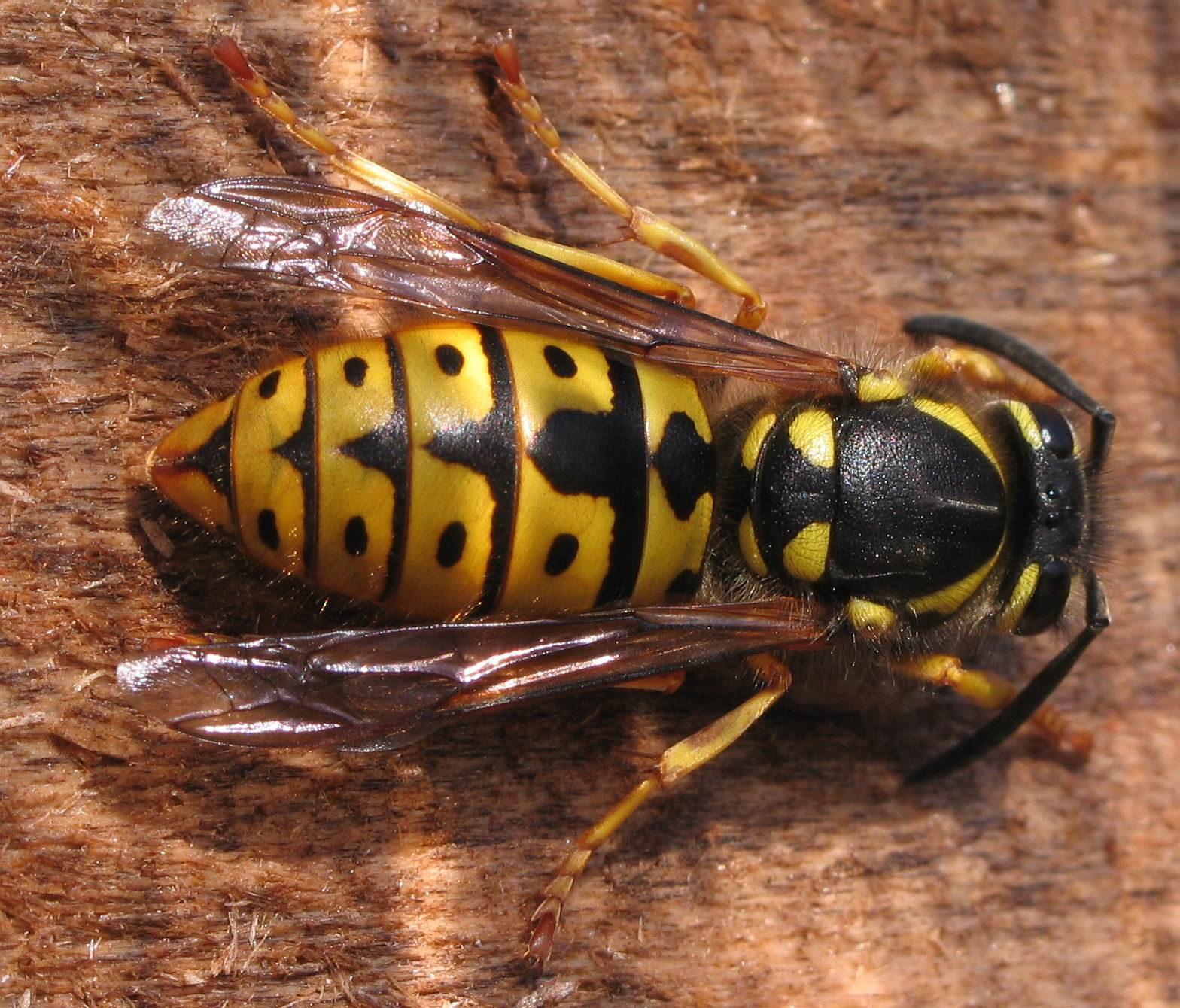
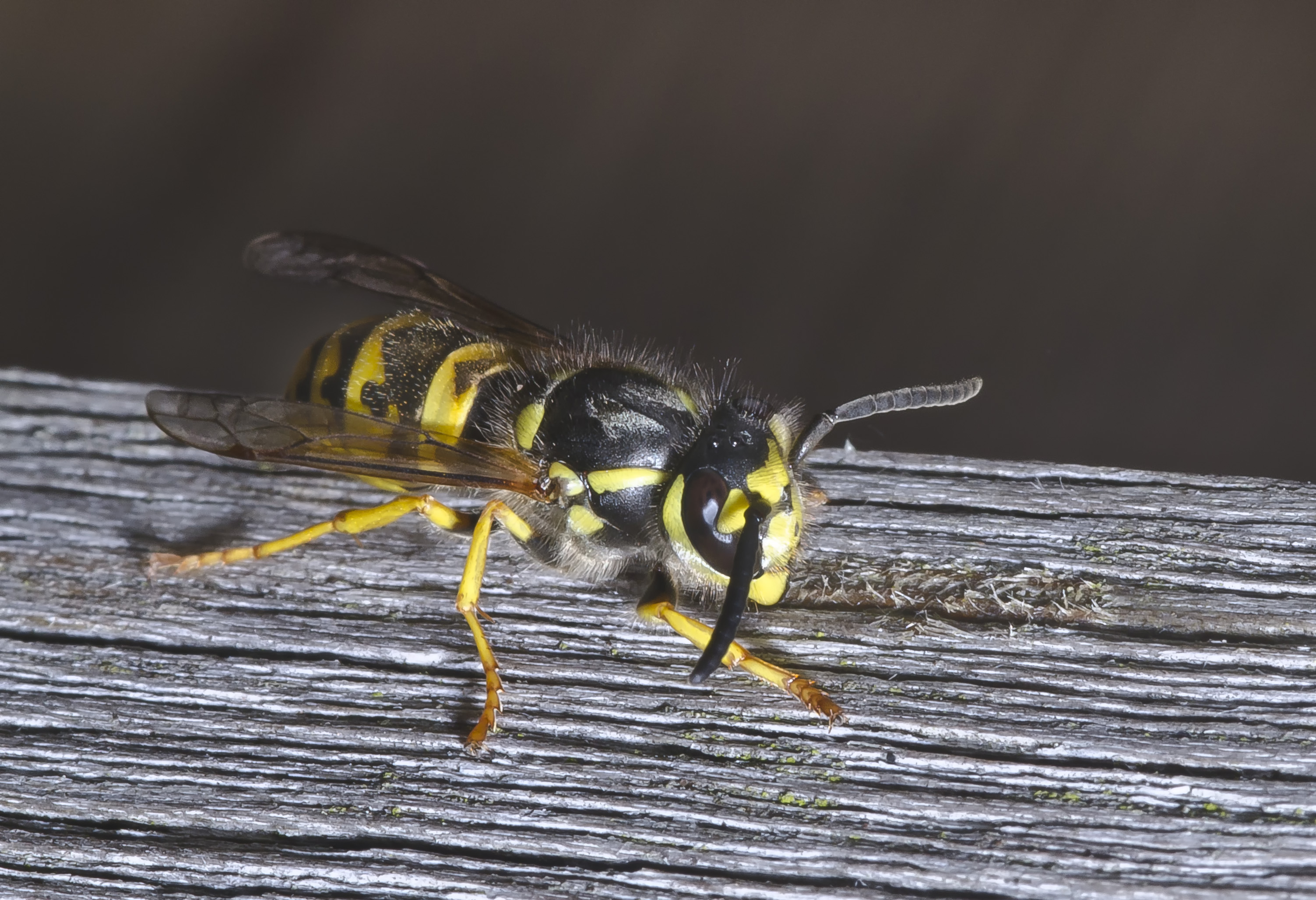